# Gerhard Alexander Leist
Gerhard Alexander Leist (* 17. Oktober 1862 in Jena; † 3. Dezember 1918 in Göttingen) war ein deutscher Rechtswissenschaftler, der als Professor für römisches und deutsches Bürgerliches Recht an den Universitäten zu Marburg (1893–1895), Gießen (1895–1917) und Göttingen (1892–1893, 1917–1918) lehrte.

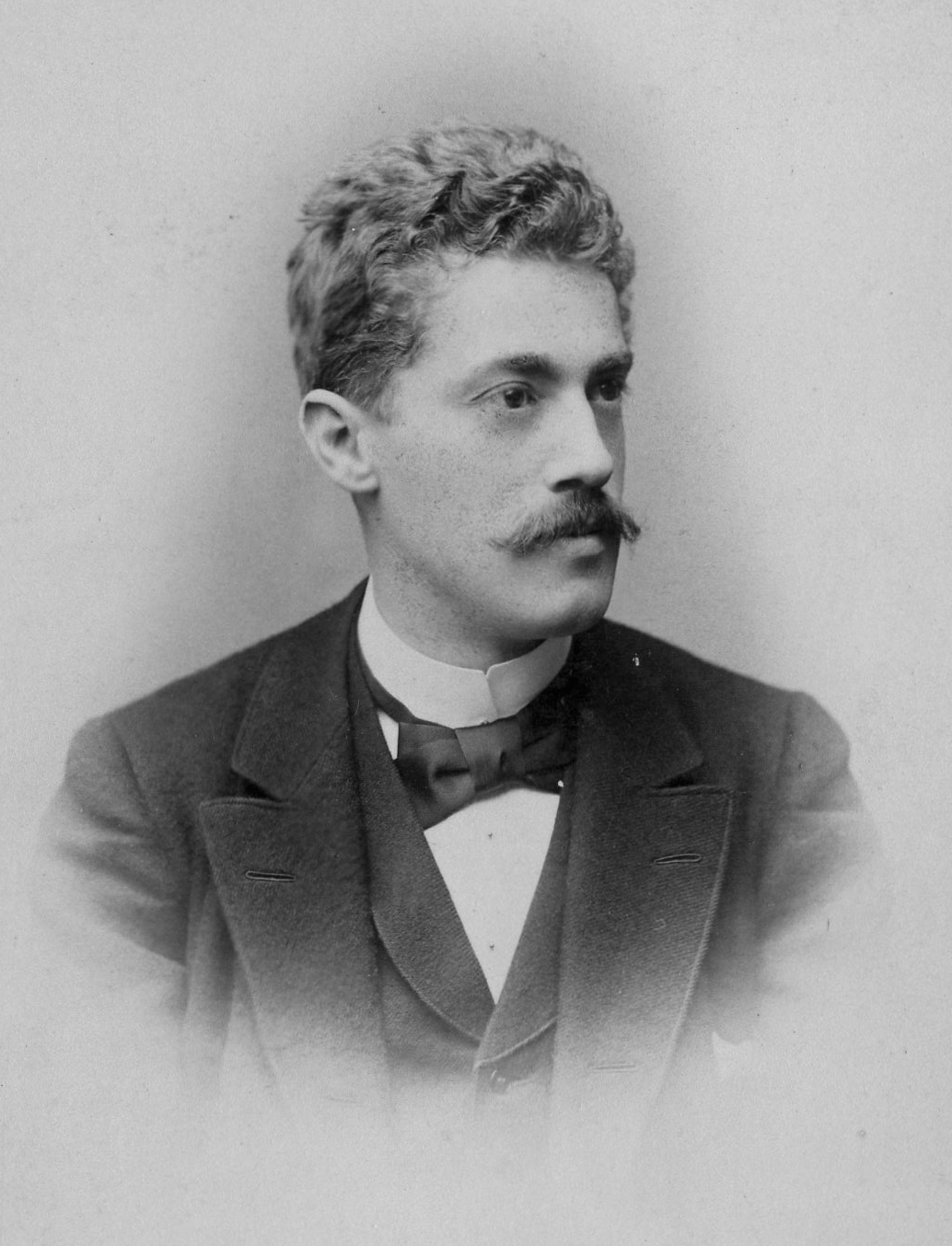
Gerhard Alexander Leist

## Leben
Paul Gerhard Alexander Leist stammte aus einer Juristenfamilie. Er war der Sohn des Rechtswissenschaftlers Burkard Wilhelm Leist (1819–1906), der ab 1853 Professor für römisches Recht an der Universität Jena war und Julie Leist, geb. Müller (1826–1907).
Gerhard Alexander Leist studierte ab 1882 Rechtswissenschaft an den Universitäten zu Leipzig, Berlin, Jena und Tübingen, wo er 1885 zum Dr. jur. promoviert wurde. Nach dem Staatsexamen ging er 1886 als Referendar an das Oberlandesgericht Celle. 1889 habilitierte er sich in Halle für römisches Recht und Privatrecht und wurde zum Privatdozenten ernannt. 1892 nahm er einen Ruf zum außerordentlichen Professor an der Universität Göttingen an. Schon ein Jahr später wechselte er nach Marburg. Schließlich erhielt er 1895 den ordentlichen Lehrstuhl für römisches und deutsches Bürgerliches Recht an der Universität Gießen, wo er mehr als zwanzig Jahre lehrte. Im akademischen Jahr 1907/1908 fungierte er als Rektor der Universität. 1909 wurde er zum Geheimen Justizrat ernannt.
In den Jahren 1913 bis 1917 war er als Vertreter der Universität Gießen Mitglied der ersten Kammer Landstände des Großherzogtums Hessen. Am 13. März 1913 leistete er seinen Abgeordneteneid.
Bereits im fortgeschrittenen Alter wurde er 1917 abermals nach Göttingen berufen, als Nachfolger von Heinrich Titze. Während des Ersten Weltkriegs trat er als konservativer Patriot hervor, unter anderem als Unterzeichner der Erklärung der Hochschullehrer des Deutschen Reiches. Wenige Wochen nach der Niederlage des Deutschen Reiches nahm er sich das Leben, indem er sich am Bahnhof vor einen einfahrenden Zug warf.
Leists wissenschaftliche Arbeit ging wie die seines Vaters von der griechischen und römischen Rechtsgeschichte aus, konzentrierte sich aber hauptsächlich auf das geltende Recht. Ausgehend vom Eigentumsrecht entwickelte er sich zum Spezialisten für das deutsche Vereinsrecht. Auch zur Rechtsgeschichte veröffentlichte er zahlreiche Einzelstudien, wie etwa seine Artikel in der Realencyclopädie der classischen Altertumswissenschaft, zu der ihn sein Marburger Kollege Georg Wissowa hinzugezogen hatte.

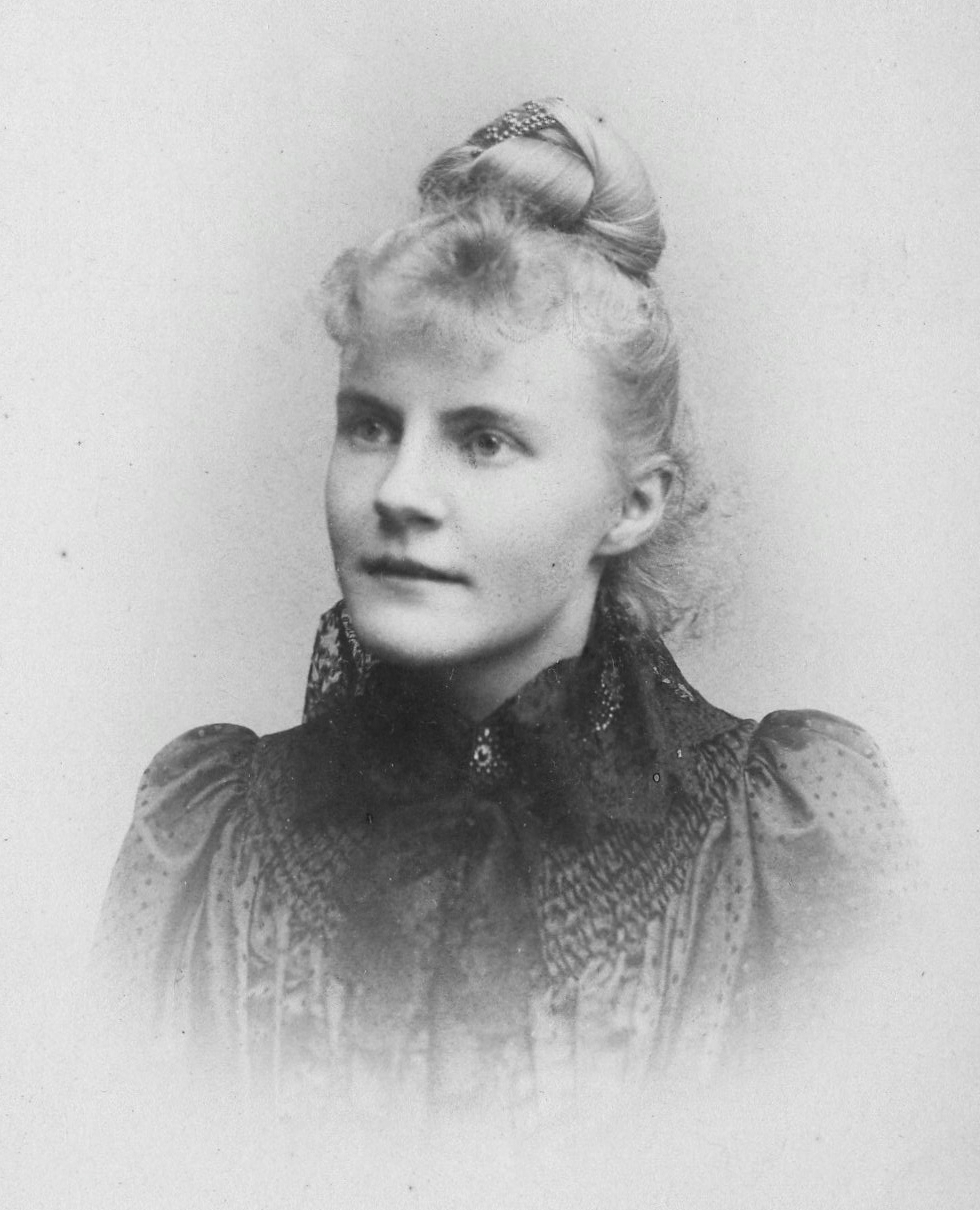
Dora Leist, geb. Wagner

Gerhard Alexander Leist war mit Dora Leist, geb. Wagner (1871–1944), verheiratet, einer Tochter des Geografen Hermann Wagner (1840–1929).

## Schriften
- Der attische Eigentumsstreit im System der Diadikasien. Jena 1886 (Dissertation, Tübingen)
- Die Sicherung von Forderungen durch Übereignung von Mobilien. Jena 1889 (Habilitationsschrift, Halle). Nachdruck Frankfurt am Main 1970
- Vereinsherrschaft und Vereinsfreiheit im künftigen Reichsrecht. Jena 1899
- Untersuchungen zum inneren Vereinsrecht mit Beiträgen zum Recht der Aktiengesellschaften, Gesellschaften mit beschränkter Haftung und Genossenschaften. Jena 1904
- Kann die civilistische Rechtswissenschaft dem Staate nützen? Gießen 1908
- Privatrecht und Kapitalismus im 19. Jahrhundert. Tübingen 1911